# Frigyes Reisch
Frigyes Reisch, född 1932 i Ungern, död 8 juli 2011, var en ungersk-svensk elektroingenjör och expert på kärnkraftssäkerhet. 
Frigyes Reisch blev 1956 civilingenjör i elektroteknik vid Tekniska Högskolan i Budapest. Han doktorerade 1965 vid Kungliga Tekniska högskolan i Stockholm och var 1969–1996 verksam vid Statens kärnkraftsinspektion. 1997 blev han associerad professor vid avdelningen för kärnkraftssäkerhet på Kungliga Tekniska högskolan, där han senare övergick till en docenttjänst.